# Bertrand Piton
Bertrand Piton (* 19. August 1970 in Besançon) ist ein ehemaliger französischer Fußballspieler.

## Karriere
Piton begann das Fußballspielen in Baume-les-Dames und wechselte anschließend in die Jugendabteilung des Profiklubs FC Sochaux. Bei Sochaux debütierte er während der Spielzeit 1989/90 in der ersten Liga und wurde an deren Ende an den Zweitligisten FC Martigues verliehen. In Martigues avancierte er zum Stammspieler und kehrte 1991 mit entsprechenden Ambitionen nach Sochaux zurück. Die Verantwortlichen entschieden sich für eine erneute Leihe und Piton lief ein Jahr lang für den Zweitligisten Red Star Paris auf, bevor er endgültig zu seinem Verein zurückkehrte.
Im Anschluss daran konnte er sich bei Sochaux in der höchsten französischen Spielklasse etablieren. Nach dem Abstieg 1995 blieb er seinem Klub treu und behielt die Treue bei, als er in der Folge mehrfach am Wiederaufstieg scheiterte. Als der Trainer jedoch nicht weiter auf Piton setzte, entschied sich dieser 1997 für einen Wechsel zum Ligakonkurrenten Chamois Niort.
An der Seite von Pascal Braud nahm er bei Niort wie zuvor in Sochaux eine Stammposition in der Innenverteidigung ein. Durch den 1999 verpflichteten Fabien Safanjon büßte er die Rolle zwar ein, wurde aber weiterhin regelmäßig eingesetzt und blieb dem Verein treu. Zwischenzeitlich besetzte der Spieler, der mit Niort nie den Aufstieg in die höchste französische Spielklasse vollbringen konnte, das Amt des Mannschaftskapitäns, obwohl er weiterhin im Konkurrenzkampf zu Safanjon stand. 2004 entschied er sich mit 33 Jahren nach 84 Erstligapartien mit vier Toren und 309 Zweitligapartien mit fünf Toren für die Beendigung seiner Laufbahn.
Anschließend setzte er sein Wirken im Fußball als Spielertrainer eines unterklassigen Vereins fort und widmete sich danach dem Triathlon. Piton, der in der Region um Niort verblieben war, wurde 2005 zum Koordinator des Sportbereichs im Generalrat des Départements Deux-Sèvres.